# Amanita fulva
Amanita fulva là một loài nấm đảm thuộc chi Amanita trong họ Amanitaceae. Loài này được tìm thấy trong những cánh rừng rụng lá và rừng thông ở châu Âu, đôi khi là ở Bắc Mỹ.